# Ken Rosewall
Kenneth Robert "Ken" Rosewall (MBE) (født 2. november 1934 i Sydney, Australien) er en tidligere australsk tennisspiller, der igennem sin over tyve år lange karriere vandt otte Grand Slam-singletitler. Han nåede i alt at vinde intet mindre end 132 turneringer. Blandt hans største konkurrenter var landsmændene Rod Laver, Lew Hoad og Ashley Cooper.

## Grand Slam
Hoads fire Grand Slam-singletitler fordeler sig således:
- Australian Open
  - 1953, 1955, 1971 og 1972

- French Open
  - 1953 og 1968

- US Open
  - 1956 og 1970